# Passage Thomas-Sankara
 (août 2021).
La passage Thomas-Sankara est une voie située dans le 20e arrondissement de Paris, en France.